# 九龍巴士74R線
- 關於1974年至1983年營運的第一代74R線，請見「九龍巴士74R線 (第一代)」。
- 關於1990年至1997年營運的第二代74R線，請見「九龍巴士74S線」。

九龍巴士74R線是香港一條新界特別巴士路線，由九龍巴士（一九三三）有限公司營辦，於2022年12月17日起投入服務，來往大埔（太和）及北潭涌。路線取道吐露港公路及大老山公路，沿途在大埔中心、廣福邨、馬鞍山市中心、十四鄉及大網仔設站，只於星期六、日及公眾假期提供服務，全程收費為$25.6。

## 歷史
運輸及物流局局長林世雄於2022年10月15日的網誌中指出，近年不少香港市民於假日前往各區郊遊，為方便市民出行，運輸署於是與巴士公司協調，計劃於年末增設荃灣和大埔往返北潭涌的巴士路線，並只於星期六、日及公眾假期提供服務。當中大埔往返北潭涌的巴士路線的編號為74R，並於2022年12月17日投入服務。。2025年2月3日：往北潭涌方向增停西沙路「大洞」站。2025年8月9日：往太和方向增停大網仔路「誌烈徑」站。

## 服務時間及班次
74R線每個方向於星期六、日及公眾假期在固定時間開出四班常規班次，非公眾假期之星期一至五不設服務，列表如下：
| 大埔（太和）開 | 北潭涌開 |
| -------------- | -------- |
| 07:30          | 15:45    |
| 08:30          | 16:45    |
| 09:30          | 17:45    |
| 10:30          | 18:45    |

## 收費
74R線全程收費為$25.6，並不設任何分段收費。
74R線設有12歲以下小童及65歲或以上長者半價優惠，當中60歲－64歲香港居民、65歲或以上長者與合資格殘疾人士如以指定八達通繳付此線的車資，均可享有長者及合資格殘疾人士公共交通票價優惠計劃提供的$2票價優惠。乘客登車時需以現金或八達通卡繳付車資，不設找贖；而每位成人乘客可免費帶同最多兩名四歲以下而且不佔座位的兒童乘車。此外，乘客亦可透過多元化電子支付系統（e度嘟）繳付車資，乘客使用此付款方式不能享有與非九巴／龍運路線之轉乘優惠，亦不能享有「公共交通費用補貼計劃」及「長者及合資格殘疾人士乘車優惠計劃」。

### 轉乘優惠
74R線與94、96R、99、99R、289R及299X設有轉乘優惠：乘客由大埔新市鎮乘坐此線再轉乘相關路線前往西貢市中心或黃石碼頭，或乘坐相關路線由西貢市中心或黃石碼頭出發再轉乘此路線往太和方向，兩程車資合共$24.3，優惠只適用於以八達通及指定電子支付工具繳付車資的乘客。

## 行車路線

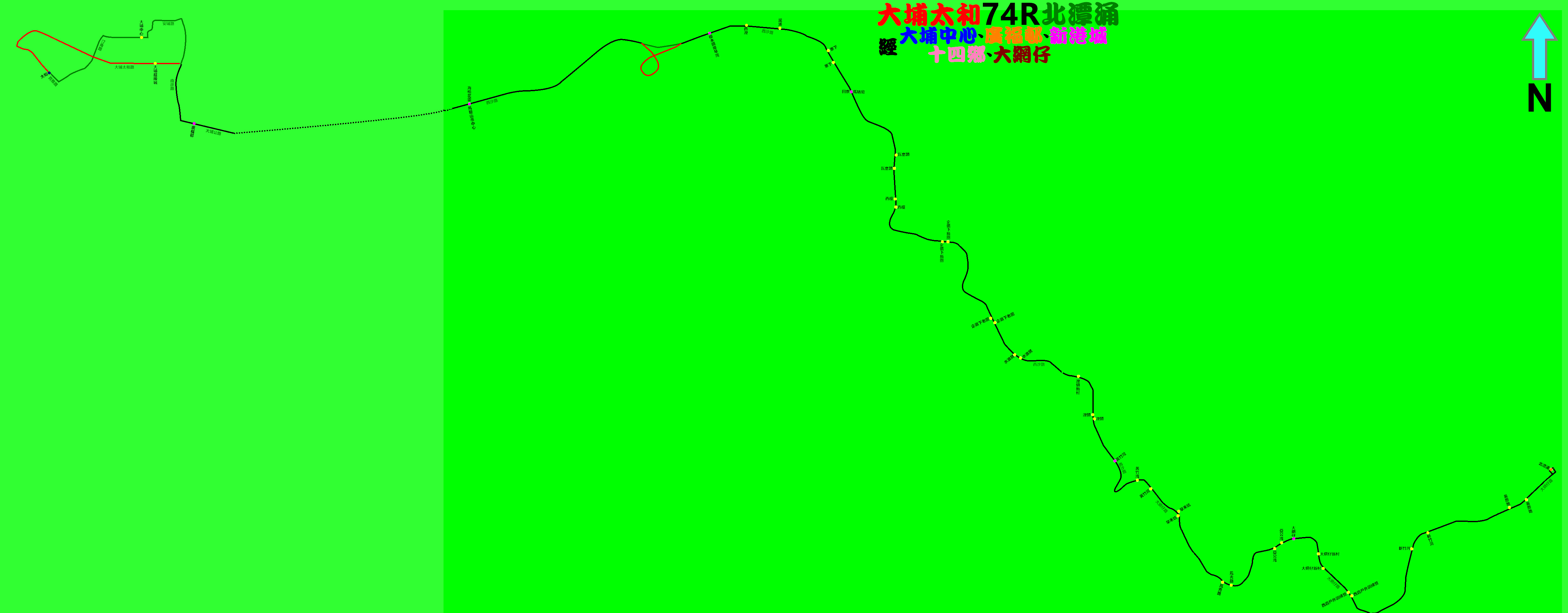
74R線的走線圖

74R線往北潭涌方向途經寶雅路、汀角路、安慈路、大埔中心巴士總站、安埔路、南運路、大埔公路－元洲仔段、吐露港公路、大老山公路、西沙路及大網仔路；往大埔（太和）方向途經大網仔路、西沙路、馬鞍山繞道、西沙路、馬鞍山路、大老山公路、吐露港公路、大埔公路－元洲仔段、南運路、大埔太和路及寶雅路，具體停站請參考資訊框。